# 日産・VQ35HR
日産・VQ35HRは、日産自動車によって製造されているV型6気筒エンジンである。

## 概要
2006年に発売されたV36型スカイラインセダンに初めて搭載された。排気量は3.5Lで、FMパッケージ採用車向けのVQ35DEエンジンの後継エンジンであり、同じくエンジン名に「VQ」を冠するが、エンジンブロックから新設計されており、全くの新開発エンジンである。そのため、VQ35DE型より出力、トルク、燃費性能のすべてに関して向上されている。
同車には2.5L車と3.5L車の2モデルが用意され、同じ「VQ-HRエンジン」であるVQ25HR型エンジンも同時に生産が開始された。日産自動車のエンジンはそれまで、エンジン名称の排気量を示す数字の後にはエンジン特性を示すアルファベットが用いられていたが、このVQ-HRエンジンは「高回転（ハイ・レボリューション: High Revolution）」および「ハイ・レスポンス（High Response）」の頭文字である「HR」が数字の後に来ている。なお、「HR（高回転）」が示す通り、エンジンの最高回転数は7,500rpmとなり、加えて日産のV6エンジンとしては初めて300PSを超えたモデルでもある。
このエンジンは日産のVQエンジン専用工場であるいわき工場で製造されるが、VQ25HR型を含むVQ-HRエンジンの製造のために新たに第二工場が建設され、そこで生産される。
2007年10月にフルモデルチェンジして発売されたCV36型スカイラインクーペには、このエンジンより200cc排気量が増加して出力・トルクを向上しながら、一方で新技術「VVEL」の採用などにより燃費性能も向上されたVQ37VHR型エンジンが搭載され、それ以降マイナーチェンジ、あるいはフルモデルチェンジによりVQ35HR型エンジン搭載車は搭載エンジンをVQ37VHR型に順次変更している。
使用燃料はプレミアムガソリン仕様となっており、レギュラーガソリンの使用は極端な出力低下や様々な不具合が発生する恐れがある為、緊急時を除き非推奨となっている。

## その他

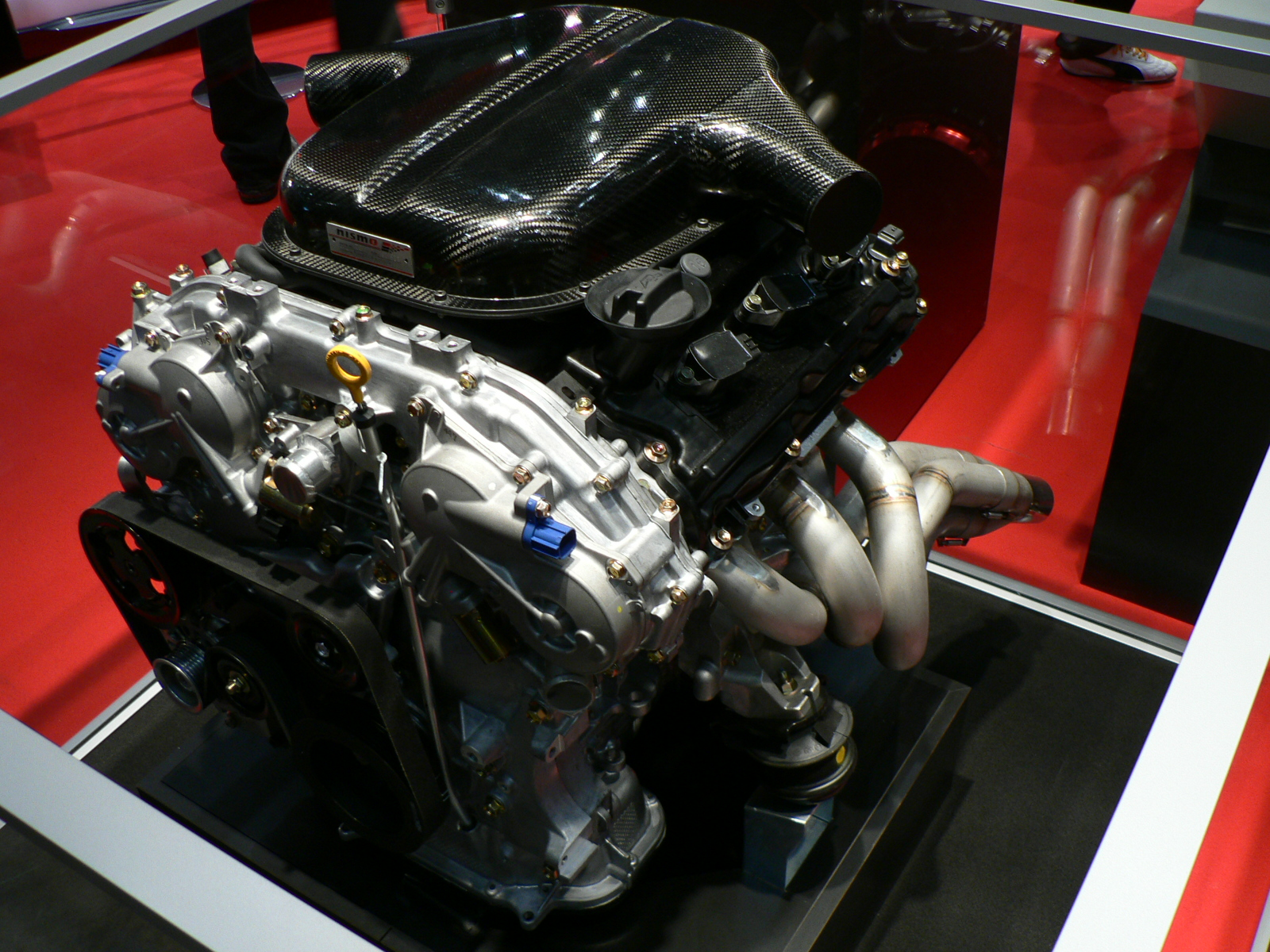
3.8リットル改仕様（380RS-C）

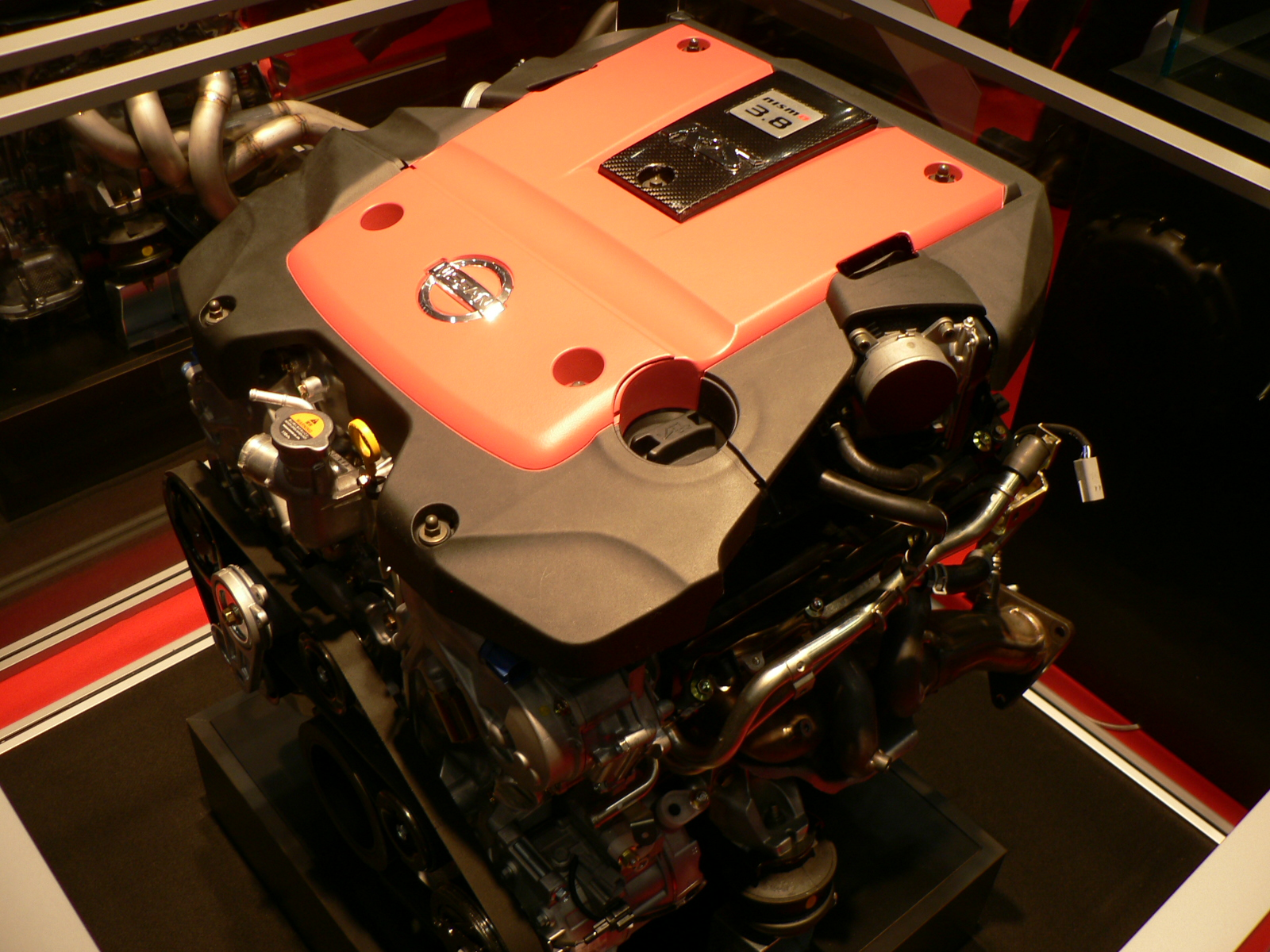
3.8リットル改仕様（380RS）

### 3.8L改仕様
2007年1月に発売されたZ33型フェアレディZのレースエントラント向けモデル「Version NISMO Type 380RS-Competition」には排気量を3.8Lまで増加させたVQ35HR型エンジン（3.8L改仕様）が搭載された。その後、2007年6月には公道向けにデチューンされた同エンジンを搭載するモデル「Version NISMO Type 380RS」も発売された。

### ハイブリッド用3.5Lエンジン
2010年11月に発売されたY51型フーガハイブリッドおよび北米仕様のインフィニティ・M35ハイブリッド、2012年5月に発売されるHGY51型シーマハイブリッドとその兄弟車の三菱・ディグニティ（BHGY51型）には、ミラーサイクル化がなされたVQ35HR型エンジンが搭載される。

## 搭載車
- 日産・スカイラインセダン V36 (2006年11月-2008年12月)
  - インフィニティ・G35セダン (V36型)
- 日産・スカイラインセダン V37 (ハイブリッド車) (2014年2月-2022年)
  - インフィニティ・Q50 ハイブリッド (V37型、2013年5月-?)
- 日産・フーガ （Y50型、2007年12月-2009年11月）
- フーガハイブリッド
  - インフィニティ・M35h（2008年9月-?）
- シーマハイブリッド（2012年5月-2022年）
  - 三菱・ディグニティ（2012年7月-2016年11月）
- 日産・フェアレディZ Z33（2007年1月-2008年11月）
- インフィニティ・EX35
- インフィニティ・FX35（S51型）

## 受賞
2007年
- テン・ベスト・エンジン[5]